# Vikarabad
Vikarabad is een nagar panchayat (plaats) in het district Vikarabad van de Indiase staat Telangana. 

## Demografie
Volgens de Indiase volkstelling van 2001 wonen er 42.258 mensen in Vikarabad, waarvan 50% mannelijk en 50% vrouwelijk is. De plaats heeft een alfabetiseringsgraad van 64%. 